# Fekete galamb
A Fekete galamb (eredeti cím: Black Doves) 2024-től vetített brit akcióthriller sorozat, amelyet Joe Barton írt és alkotott. A főbb szerepekben Keira Knightley, Ben Whishaw és Sarah Lancashire látható.
Az Egyesült Királyságban és Magyarországon 2024. december 5-én mutatta be a Netflix.
2024. december 5-én berendelték a második évadot.
A kritikusok többnyire pozitívan fogadták a filmet, és Keira Knightley alakításáért Golden Globe-jelölést kapott.

## Ismertető
Helen, az Egyesült Királyság védelmi miniszterének felesége rájön, hogy titkos kémidentitása veszélybe került, miután szeretőjét megöli a londoni alvilág. Munkaadói, a Fekete galamb nevű kémekből álló, bérmunkában dolgozó szervezet – amely ipari, politikai és diplomáciai titkokat szerez meg a legmagasabb ajánlatért – elküldik Samet, egy régi barátját, hogy megvédje őt.

## Szereplők

### Főszereplők
| Szereplők  | Színész          | Magyar hang   |
| ---------- | ---------------- | ------------- |
| Helen Webb | Keira Knightley  | Szinetár Dóra |
| Sam Young  | Ben Whishaw      | Szatory Dávid |
| Reed       | Sarah Lancashire | Kocsis Judit  |

### Mellékszereplők
| Szereplők         | Színész                | Magyar hang       |
| ----------------- | ---------------------- | ----------------- |
| Wallace Webb      | Andrew Buchan          | Rajkai Zoltán     |
| Jason Davies      | Andrew Koji            | Dévai Balázs      |
| Michael           | Omari Douglas          | Kenéz Ágoston     |
| Stephen Yarrick   | Sam Troughton          | Király Adrián     |
| Kai-Ming Chen     | Isabella Wei           | Tamási Nikolett   |
| Zack              | Nathan Stewart-Jarrett | Csizmadia Gergely |
| Dani              | Agnes O’Casey          | Nagy Katica       |
| Jacqueline Webb   | Charlotte Rice-Foley   | Schmidt Karolina  |
| Oliver "Oli" Webb | Taylor Sullivan        | Szily András      |
| Marie             | Molly Chesworth        | Farkas Fanni      |
| Bill              | Ken Nwosu              | Zöld Csaba        |
| Lenny Lines       | Kathryn Hunter         | Réti Szilvia      |
| Hector Newman     | Luther Ford            | Baráth István     |
| Cole Atwood       | Finn Bennett           | Csiby Gergely     |
| Chang Hao         | Dan Li                 | Láng Balázs       |
| Richard Eaves     | Adeel Akhtar           | Vida Péter        |
| Mitch Porter      | William Hope           | Rosta Sándor      |

### Magyar változat
- Magyar szöveg: Dittrich-Varga Fruzsina
- Hangmérnök: Halas Péter
- Vágó: Wünsch Attila
- Gyártásvezető: Vigvári Ágnes
- Szinkronrendező: Szalay Csongor
- Produkciós vezető: Fekete Márk

A szinkront a Direct Dub Studios készítette.

## Epizódok
| Sor. | Év. | Cím                                           | Rendező      | Író        | Premier           |
| ---- | --- | --------------------------------------------- | ------------ | ---------- | ----------------- |
| 1.   | 1.  | Akkor a szerelemre! (To Love Then)            | Alex Gabassi | Joe Barton | 2024. december 5. |
| 2.   | 2.  | Egy kis Fekete Galamb (A Little Black Dove)   | Alex Gabassi | Joe Barton | 2024. december 5. |
| 3.   | 3.  | A leszálló éjszaka (The Coming Night)         | Alex Gabassi | Joe Barton | 2024. december 5. |
| 4.   | 4.  | Jön a bumm-bumm (Go Bang Time)                | Lisa Gunning | Joe Barton | 2024. december 5. |
| 5.   | 5.  | Túl magas az ár (The Cost of It All)          | Lisa Gunning | Joe Barton | 2024. december 5. |
| 6.   | 6.  | Kopár, puszta télben (In the Bleak Midwinter) | Lisa Gunning | Joe Barton | 2024. december 5. |

## A sorozat készítése
A projektet a Netflix 2023 áprilisában jelentette be. Barton a Noisy Bear nevű saját produkciós cégén keresztül producerként is részt vesz benne, a Sister nevű produkciós vállalattal együttműködésben.
A forgatás 2023 októberében kezdődött Londonban. Ugyanebben a hónapban csatlakozott a szereplőgárdához Sarah Lancashire és Ben Whishaw, valamint Andrew Buchan, Omari Douglas, Andrew Koji, Kathryn Hunter, Sam Troughton, Ella Lily Hyland, Adam Silver, Ken Nwosu és Gabrielle Creevy. 2024 márciusában Adeel Akhtar, Tracey Ullman, Finn Bennett és Luther Ford is bekerült a szereplők közé.
Barton a sorozat címét a Black Dove nevű brightoni törzshelye, egy helyi pub után választotta.